# 李薇薇
李薇薇 （1982年7月7日—），云南昆明人，中国女子手球運動員，現為中國國家女子手球隊隊員。

## 簡歷
李薇薇生于體育世家，父母親都是部队退役的篮球运动员。繼承父母良好运动基因的李薇薇从小喜欢运动，並从一年级起接受网球训练，曾多次获得全国、全省青少年网球、儿童网球比赛的獎項。1995年，13歲的李薇薇被父母送到北京体育大学学习软网，后因与教练不和而离开网球队，改為進入了手球队 。
2010年11月，李薇薇代表中國出戰廣州亞運會，參加女子手球比賽項目，奪得金牌。